# Как се запознах с майка ви
„Как се запознах с майка ви“ (на английски: How I Met Your Mother) е американски ситком, който прави своя дебют на 19 септември 2005 г. По идея на Картър Бейс и Крейг Томас, шоуто получава главно позитивни отзиви.
На 21 декември 2012 г. сериалът е подновен за девети сезон, а на 30 януари 2013 г. CBS обявява, че той ще е последен. Премиерата му се състои на 23 септември, а последните два епизода са излъчени на 31 март 2014 г.
Между 2022 и 2023 г. е излъчен спиноф, озаглавен „Как се запознах с баща ти“.

## Актьорски състав

### Главни герои
- Джош Раднър – Тед Мозби. Озвучава се от Симеон Владов.
- Джейсън Сийгъл – Маршъл Ериксен. Озвучава се от Стефан Сърчаджиев-Съра.
- Коби Смолдърс – Робин Шербатски. Озвучава се от Христина Ибришимова.
- Нийл Патрик Харис – Барни Стинсън. Озвучава се от Здравко Методиев.
- Алисън Ханигън – Лили Олдрин. Озвучава се от Даниела Горанова.

### Периодични герои
- Линдзи Фонсека – дъщерята. Озвучава се от Даниела Горанова, а само в първи епизод от втори сезон от Христина Ибришимова.
- Дейвид Хенри – синът. В първи сезон се озвучава от Здравко Методиев, а от втори до края от Стефан Сърчаджиев-Съра.
- Маршъл Манеш – Ранджит. Озвучава се от Стефан Сърчаджиев-Съра, от Симеон Владов в 21 епизод от седми сезон и от Здравко Методиев в 12 епизод от осми сезон.

## Сюжет
През 2030 г. Тед Мозби (озвучен от Боб Сагет) събира дъщеря си и сина си да им разкаже историята за това, как се е запознал с майка им.
Историята започва през 2005 г., когато Тед (Джош Раднър) е самотен, 27-годишен архитект, живеещ с двамата си най-добри приятели от университета – Маршъл Ериксен (Джейсън Сийгъл), студент по право и приятелката му, с която се среща повече от 9 години – Лили Олдрин (Алисън Ханигън), учителка в детска градина.
Тяхната любов кара Тед да се замисли за сериозна връзка и да опитва да намери своята половинка, за огромно възмущение на приятеля им Барни Стинсън (Нийл Патрик Харис) – непоправим женкар с доходна, макар и неизвестна корпоративна професия. Когато Тед започва да търси идеалното момиче, Барни измисля игра, с която да го представя на момичетата: „Здрасти, познаваш ли Тед?“.
Така Тед се запознава с амбициозната млада репортерка Робин Шербатски (Коби Смолдърс), в която бързо се влюбва и тя става част от групата приятели.

## „Как се запознах с майка ви“ в България
В България сериалът започва излъчване на 13 август 2007 г. по Нова телевизия с разписание от понеделник до събота и е с български дублаж. Първи сезон завършва на 7 септември. На 6 декември 2010 г. започва втори сезон, всеки понеделник от 04:00 по два или три епизода и приключва на 10 януари 2011 г.
На 2 юли 2010 г. първи сезон започва излъчване по Фокс Лайф, всеки делник от 21:00 по два епизода с повторение от 10:00 и 15:40 и завършва на 16 юли. На 19 юли започва втори сезон със същото разписание и приключва на 2 август. На 3 август започва трети сезон и завършва на 16 август. На 17 август започва четвърти сезон и приключва на 1 септември. На 2 септември започва пети сезон и завършва на 17 септември. На 12 септември 2011 г. започва шести сезон, всеки понеделник от 21:30. На 23 януари 2012 няма излъчен епизод и премиерите са преместени във вторник от 18:50. По разписание последният епизод за сезона трябва да бъде излъчен на 21 февруари, но вместо това е пуснат на 26 февруари от 18:00. На 13 септември започва седми сезон, всеки четвъртък от 21:50 по два епизода, а от 4 октомври от 22:05 и завършва на 29 ноември.
На 5 декември 2011 г. започва повторно излъчване от 11:00 по TV7 с разписание всеки понеделник от 12:00 и са излъчени първите шест епизода.
На 30 януари 2012 г. започва по Super 7 от понеделник до петък от 21:40 по два епизода с повторения в събота и неделя от 21:30 по четири епизода. От 29 февруари се излъчва по един епизод от 22:55, а на 4 март са излъчени два вместо четири.
На 7 октомври 2013 г. започва осми сезон по Фокс, всеки понеделник от 21:50 по два епизода, а от 2 декември по един. Сезонът завършва на 20 януари 2014 г. На 10 март започва девети сезон, всеки понеделник от 21:00 по два епизода и приключва на 26 май.
В първи сезон дублажът е на Арс Диджитал Студио, чието име не се споменава, от втори до шести е на Андарта Студио, а от седми до девети е на студио Доли. Ролите се озвучават от артистите Христина Ибришимова, Даниела Горанова, Симеон Владов, Стефан Сърчаджиев-Съра и Здравко Методиев.